# Nihad Pejković
Nihad Pejković (23 ottobre 1968) è un ex calciatore bosniaco, di ruolo portiere.

## Palmarès

### Club

#### Competizioni nazionali
- Campionato sloveno: 4

Olimpia Lubiana: 1991-1992, 1992-1993, 1993-1994, 1994-1995
- Coppa di Slovenia: 3

Olimpia Lubiana: 1992-1993, 1995-1996, 1999-2000
- Supercoppa di Slovenia: 1

Olimpia Lubiana: 1995